# Инструментальная улица (Санкт-Петербург)
Инструмента́льная улица — улица в Петроградском районе Санкт-Петербурга. Проходит от улицы Профессора Попова до Аптекарского проспекта.

## История
Первоначальное название Церковная улица известно с 1849 года, надо по находящейся здесь церкви Преображения Господня лейб-гвардии Гренадерского полка.
Современное название Инструментальная улица дано 16 апреля 1887 года, по нахождению Казённого завода хирургических инструментов (ныне ОАО «Красногвардеец»).

## Достопримечательности

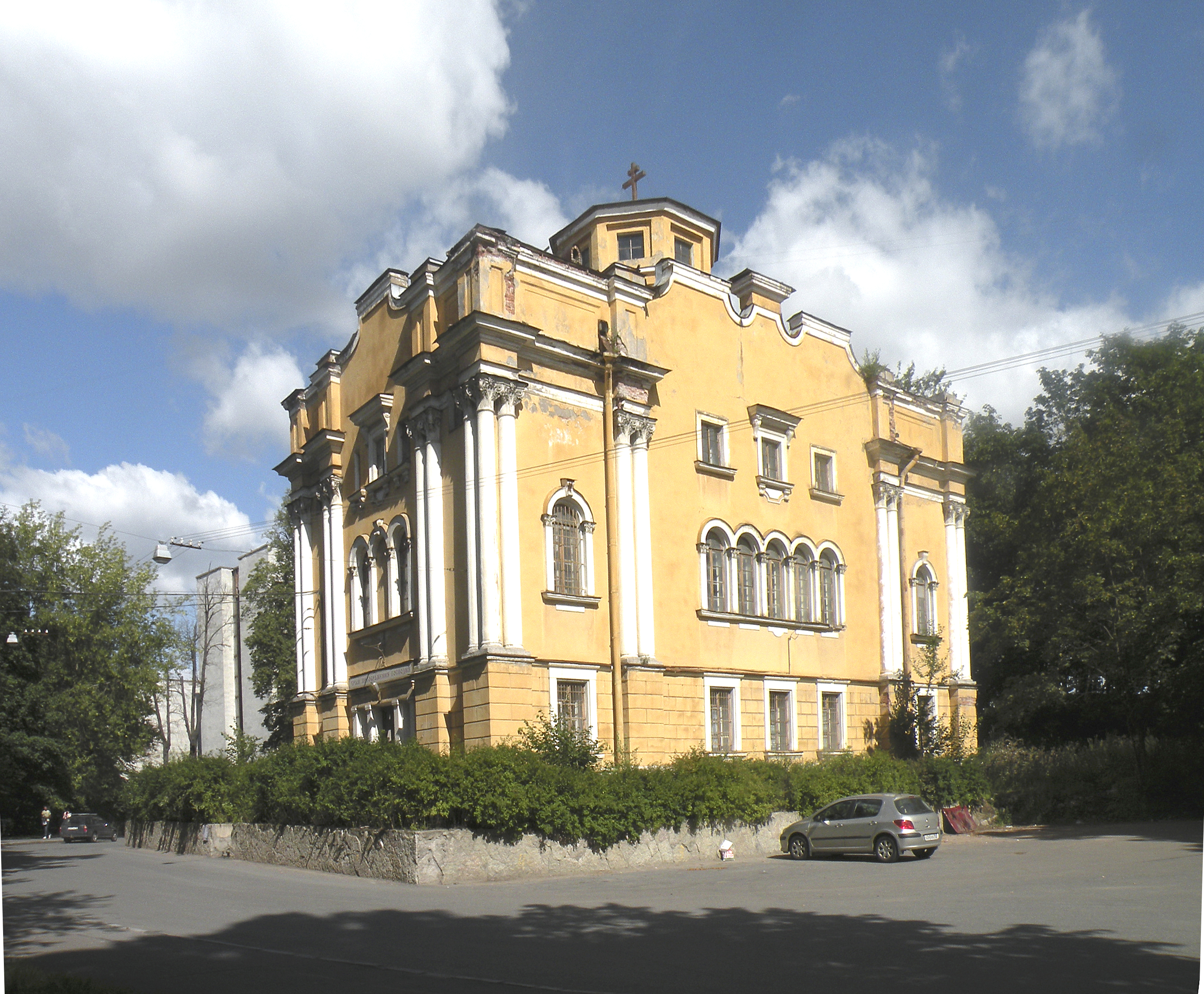
Церковь Преображения Господня при Лейб-гвардии гренадерском полку

- Бункер адмирала В. Ф. Трибуца во время блокады (строение 1)
- Санкт-Петербургский государственный электротехнический университет (дома 2—4)
- Церковь Преображения Господня при лейб-гвардии Гренадерском полку (дом 3а)
- ОАО «Красногвардеец» (дом 3)